# Passiflora longilobis
Passiflora longilobis är en passionsblomsväxtart som beskrevs av Frederico Carlos Hoehne. Passiflora longilobis ingår i släktet passionsblommor, och familjen passionsblomsväxter. Inga underarter finns listade i Catalogue of Life.